# Giovanni Morselli
Giovanni Morselli (Concordia di Modena, 7 marzo 1875 – Milano, 8 febbraio 1958) è stato un chimico, farmacista, dirigente d'azienda e uomo politico italiano, figura di riferimento dell'industria italiana del settore.

## Biografia
Nasce da una famiglia agiata del modenese (suo padre Luigi è un medico condotto e grande proprietario terriero), frequenta le scuole inferiori e superiori a Modena per poi trasferirsi a Bologna, dove nella locale università si laurea nel 1900 in chimica e farmacia. Tornato in famiglia per alcuni mesi sovrintende l'amministrazione delle tenute di famiglia, per le quali mette a frutto le sue competenze tecniche con un efficace antiparassitario. Questa duplice capacità tecnica e dirigenziale attira l'attenzione di Luigi Erba, che nel 1888 ha raccolto il testimone da suo fratello Carlo alla testa della ben nota Carlo Erba di Milano, azienda già affermata nel settore farmaceutico con due stabilimenti e oltre mille dipendenti.
Chiamato a ricoprire il ruolo di direttore dello stabilimento di Dronero, Morselli deve di fatto sovrintendere ad un ampliamento della produzione aziendale alla chimica industriale (ad esempio la soda caustica), e ai prodotti per l'igiene della casa e personale (detersivi, saponi, eccetera), dando pratica applicazione alla sua convinzione che la produzione debba procedere di pari passo con la ricerca. A tale scopo nel giro di pochi mesi apre un nuovo reparto dedicato ai reagenti per la sintetizzazione delle sostanze necessarie ai nuovi prodotti, da cui deriva i primi prodotti per l'igiene personale e l'assoluta novità di una linea di alimenti per neonati inaugurata nel 1904 con GIM, l'alimento per lattanti, il primo di una lunga serie di prodotti dovuti alla sua personale inventiva e l'unico che riesce a vedere Luigi Erba, mancato nello stesso anno. Le redini dell'azienda sono prese in via provvisoria da Giuseppe Visconti di Modrone, genero dello scomparso e suo procuratore legale, che sulla base di questi primi risultati gli conferisce piena fiducia a nome della vedova (Anna Brivio) e delle figlie (Carla e Lina Erba).
Decise a portare avanti l'attività di famiglia queste ultime nel 1906 danno vita a una s.n.c. denominata Carlo Erba - Milano, della quale Giuseppe Visconti, che vi lavora anche come creatore di essenze, viene confermato presidente. Questi affida a Morselli, che ha intanto messo a punto altri prodotti come la Carta senapata Erba e il Neogadol (olio di fegato di merluzzo), la responsabilità dell'intero settore produttivo aziendale (attrezzaggio dei laboratori, coordinamento delle ricerche, commercializzazione dei prodotti per nomi ed etichette, etc),
Nel 1911 la straordinaria esperienza di Morselli, che in cinque anni di lavoro aumenta la produzione differenziandola in varie linee produttive, gli vale la nomina a direttore generale della Carlo Erba e di consigliere delegato della Società elettrica ed elettrochimica del Caffaro, la seconda impresa di famiglia che gli Erba hanno fondato a Brescia nel 1906 in società con Pietro Curletti, un chimico di lungo corso che fin dal 1860 aveva fatto tesoro dell'esperienza nella ditta paterna, dedita alla lavorazione del nitrato di potassio. La Caffaro sta uscendo in quel periodo da una fase di avviamento a regime della produzione rivelatosi più lungo del previsto sia per l'ammortamento del capitale investito (tra cui le somme dovute alla Solvay per lo sfruttamento di alcuni brevetti), sia per eventi imprevisti come l'esondazione del Caffaro (novembre 1906), che comporta spese notevoli per i danni. Stante la situazione economica del momento, incerta ma non foriera di crolli, Morselli preferisce non mettersi fretta per dedicarsi alle limitate potenzialità del momento, che consistono in una produzione annua globale di 85 000 tonnellate tra Idrossido di sodio, Ipoclorito di calcio, cloro liquido, ipoclorito di soda e ipoclorito di calce.
In questi anni un problema di non facile soluzione è lo smaltimento delle grandi quantità di cloro prodotto per la fabbricazione della soda, elemento oltremodo tossico che non si può disperdere nell'ambiente. Per ogni tonnellata di soda rimangono 900 kg di cloro che sono reimpiegati nella produzione di liquidi e polveri sbiancanti come l'ipoclorito di calcio, dei quali si riesce a vincere la concorrenza straniera grazie ad alcuni provvedimenti protezionisti del governo. Ma tali misure non sono la soluzione, servono a dare a Morselli il tempo di guidare la ricerca verso un possibile e proficuo utilizzo di quel sottoprodotto di lavorazione, che fa presto a diventare un punto di forza dell'azienda. Viene infatti messo a punto l'ossicloruro di rame, un anticrittogamico per le viti commercializzato come Pasta Caffaro, un nome che lancia il marchio dell'azienda sull'intero mercato europeo, vince ogni tentativo di concorrenza e compensa le perdite per le infruttuose ricerche portate avanti da un certo prof. Nicholas Helbig sull'utilizzo di un composto a base di nitrato di calce. Per la Caffaro è il trampolino di lancio verso una lunga serie di successi commerciali che Morselli gestisce con una forte gerarchizzazione dei rapporti interni e una ferrea disciplina sul rispetto dei regolamenti, cui corrisponde un welfare aziendale avanzato tramite la società mutua interna (finanziata dalle multe comminate ai dipendenti), la mensa e un piccolo ambiente per i figli delle operaie.
Questo manifesto del 1918, peraltro, mostra la grande diversificazione produttiva nel frattempo attuata alla Carlo Erba, da dove Morselli non ha mai distolto l'attenzione e dalla quale esce una gamma di prodotti tale da andare incontro a tutte le possibili esigenze salutistiche della clientela.
Il 1918 è anche l'anno in cui il chimico modenese attua la sua prima compartecipazione societaria entrando nella Fabbriche Italiane Materie Coloranti Bonelli, uno dei primi tentativi italiani di arginare la dipendenza dalle importazioni nel settore dei coloranti artificiali per tessuti. Questa alleanza nasce a seguito della guerra, il cui inizio ha trasformato il cloro da sottoprodotto di lavorazione a materia di prima necessità. A parte l'utilizzo come arma di offesa fatto dall'esercito tedesco tale componente, opportunamente lavorato, è un componente fondamentale per la preparazione degli esplosivi, e la Bonelli detiene un brevetto della Solvay per tale preparazione. Da tale alleanza nasce l'ennesima diversificazione produttiva con l'ingresso nell'industria dei coloranti.
Questa lunga serie di successi consente alla Erba e alla Caffaro di affrontare in buone condizioni la crisi economica del primo dopoguerra, dove molte aziende sono penalizzate dagli accertamenti sui sopraprofitti e da una svalutazione che ha ridotto quasi della metà il potere d'acquisto della moneta italiana. Da artefice di questi successi, conosciuto ed apprezzato per lunghe maratone oratorie a sostegno dello sforzo bellico tenute in varie città, Morselli scende in campo nella convulsa lotta politica del dopoguerra in rappresentanza degli interessi della grande industria, per i quali nel 1922 viene eletto consigliere comunale di Milano in una lista di intesa tra fascisti, liberali e popolari che vince contro tre liste di ispirazione socialista e una indipendente. Due anni dopo, causa un rimpasto nella giunta comunale dovuto a conseguenze della crisi Matteotti, accetta la carica di assessore ai lavori pubblici e aderisce definitivamente al fascismo, nel quale dichiara di schierarsi a rappresentare «numerosa schiera d'industriali che, al di sopra di ogni minore contingenza, hanno fede che i diritti ed i doveri dei datori e dei prestatori d'opera si possono e si debbono ricomporre in una superiore armonia, sotto l'egida luminosa dello Stato»
Sempre nel 1924 con la presidenza della Società di chimica industriale, inizia una scalata che lo porta ai vertici delle maggiori organizzazioni di rappresentanza del settore, alle quali cumula le cariche di presidente e amministratore delegato di Caffaro e Carlo Erba e la rappresentanza del comune di Milano nel comitato di beneficenza della Ca.Ri.P.Lo..
In un discorso tenuto al III Congresso Nazionale di Chimica pura ed applicata (Firenze, 26-28 maggio 1929), Morselli tira le somme dei risultati ottenuti dalle due imprese. La Carlo Erba è passata da 400 ad oltre 2000 dipendenti, da uno a tre stabilimenti e ad una produzione diversificata in vari settori (farmaceutica, igiene, alimentare, chimica industriale, apparecchiature e strumenti da laboratorio); la Caffaro dà lavoro a circa 2500 persone su quattro stabilimenti ubicati in tre diverse città e produce una vasta gamma di prodotti chimici per gli usi più svariati. Entrambe le imprese hanno triplicato il capitale sociale e investono consistenti risorse nella ricerca, nella pubblicità e nell'assistenza ai lavoratori (dopolavoro, mensa, mutua aziendale, colonie per i figli), dove sono anzi considerate all'avanguardia al punto da essere definite da Benito Mussolini, in visita a Milano nel 1934, un modello di impresa industriale fascista da emulare.
Negli anni trenta Morselli è dunque al culmine del suo successo professionale e personale, pur offuscato dalla scomparsa prematura della moglie (1924), e di una figlia (1936), e dalla delusione per la diversa strada intrapresa da suo figlio Guido, rivelatosi inadatto alla dirigenza industriale. Nel 1931 viene nominato vicepresidente della Ca.Ri.Plo. e Presidente della Liebig Italia, la rappresentanza italiana della nota azienda alimentare inglese. La sua grande capacità nella ricerca scientifica e nella diversificazione dei prodotti si rivela preziosa con il lancio della campagna per l'autarchia, dove si rivela un prolifico inventore di prodotti, soprattutto alimentari e per l'igiene, slegati dalle importazioni straniere. La costituzione del Consiglio Nazionale delle Ricerche, di cui entra a far parte, convince Mussolini a inserirlo nel listone per la Camera del 1934, nella quale entra sia a sostegno del CNR, sia in difesa degli interessi della grande industria che incarna. In Parlamento siede nella XXIX legislatura e nominato Consigliere Nazionale nella successiva, l'ultima del Regno d'Italia.
È solo con lo scoppio della seconda guerra mondiale che l'attività finora proficura di Morselli inizia a conoscere fasi di declino. Un primo ostacolo lo incontra con il Regio decreto-legge n. 759 del 1940, che prevede la sottomissione a sindacato, a sequestro ed a liquidazione, di tutte le aziende industriali o commerciali esistenti nel Regno esercitate da sudditi di Stati nemici o nelle quali essi abbiano interessi prevalenti. È la fine del connubio tra la Erba e la compagnia inglese Liebig, che per l'utilità dei suoi prodotti può continuare l'attività in sindacato sotto il diretto controllo del prefetto e dei ministeri competenti, ma significa anche il blocco di una scalata appena compiuta con Alberto Pirelli nella Società italiana industria gomma, proprietà della francese Hutchinson. Vengono poi a mancare numerose materie prime a partire dal rame, componente essenziale dei numerosi anticrittogamici in commercio, e si bloccano le importazioni di alcune sostanze chimiche non presenti in Italia.
Nel periodo della Repubblica Sociale Italiana si batte in prima linea contro gli effetti del decreto per la socializzazione delle imprese, riuscendo ad evitarne l'applicazione sia alla Erba che alla Caffaro.
Alla cessazione delle ostilità deve lasciare tutte le cariche ricoperte a causa delle procedure di epurazione, dalle quali riesce ad uscire tutto sommato indenne. Mentre i Modrone tornano alla guida della Carlo Erba, Morselli riprende la presidenza della Caffaro nel 1947 risanandola accedendo ai fondi erogati dall'IMI, una delle banche maggiormente impegnate nella ricostruzione con la gestione delle risorse finanziarie derivate dai prestiti americani. Ma i tempi sono cambiati, la concorrenza si è accentuata ed i rapporti interni col personale sono inficiati dal nuovo clima di contrapposizione politica e dal passato di fascista del presidente. Il suo ruolo di ricercatore di nuovi prodotti non ha lo stesso significato e la stessa potenzialità del passato, e di questo prende atto nel 1953, quando si dimette dalla carica e fonda una propria società, la Farmaselecta, impegnata nella commercializzazione dei prodotti farmaceutici, che dirige fino alla scomparsa.

## Opere
- Il problema nazionale dell'azoto, Milano 1918
- Il movimento di concentrazione nell'industria chimica, in L'Industria lombarda, 1929, n. 6
- Fiamme di fede e propositi d'azione 1911-1933/XI, Milano 1933
- La produzione farmaceutica nel quadro dell'economia italiana, in La Chimica e l'industria, XVII (1935), n. 4
- Scritti e discorsi 1926/IV-1941/XIX, Milano 1941

## Archivio
Parte della documentazione prodotta da Giovanni Morselli nel corso della propria attività imprenditoriale è conservata nel fondo Carlo Erba spa (estremi cronologici: 1834-1982) del Centro per la cultura d'impresa di Milano, e nell’archivio storico aziendale della milanese Caffaro - Società per l'industria chimica ed elettrochimica spa  (estremi cronologici: 1922-1997).